# Église évangélique luthérienne du royaume des Pays-Bas
Ne pas confondre avec  les Églises évangéliques. Le mot "évangélique" fait ici référence aux Évangiles et non à l'évangélisme.
Pour un article plus général, voir Protestantisme aux Pays-Bas.
L'Église évangélique luthérienne du royaume des Pays-Bas (Evangelisch-Lutherse Kerk in het Koninkrijk der Nederlanden) est une dénomination protestante présente aux Pays-Bas depuis le XVIe siècle mais constituée en église nationale seulement en 1818. En 2004, cette dénomination a fusionné avec l'Église réformée néerlandaise et les Églises reréformées des Pays-Bas pour former l’Église protestante aux Pays-Bas.

## Historique
Les premières communautés luthériennes des Pays-Bas ont été fondées au XVIe siècle, à la suite de l'arrivée massive de réfugiés venus d'Anvers après sa chute aux mains des Espagnols en 1585. Anvers avait en effet été très tôt un foyer de la Réforme ; les tout premiers martyrs de la Réforme morts sur le bûcher en 1523 en sont originaires,, mais, en août 1585, 40 000 des 80 000 habitants de la ville,refusant de se convertir au catholicisme, émigrent pendant les 10 jours qui leur sont accordés. Parmi eux des luthériens qui s'étaient maintenus à Anvers après la pacification de Gand en 1576 et qui vont s'établir en différents points des Provinces-Unies : Middelbourg, Rotterdam, Leyde, Haarlem et Amsterdam. Dans ces grandes villes, les communautés luthériennes sont renforcées par les descendants de commerçants allemands ou scandinaves mais l'église luthérienne reste numériquement assez faible. La ville d'Amsterdam a été, et est toujours, le centre du luthéranisme néerlandais. 
La communauté luthérienne en Zélande a également été renforcée par l'immigration de plusieurs centaines de luthériens autrichiens après que, le 31 octobre 1731, l'archevêque de Salzbourg, en Autriche, eut décidé que les dissidents religieux devaient quitter son archidiocèse. Certains d'entre eux ont été invités à venir à Walcheren. Après un difficile voyage de plus de 3 mois pendant le rude hiver de 1731/1732, 59 personnes se sont installées à Middelbourg, Veere et Vlissingen puis quelque 640 luthériens, en provenance du village de Dürrnberg, arrivent à Breskens avant d'être répartis entre les villages de Groede, Schoondijke et Nieuwvliet (144 émigrants sont décédés pendant le voyage). Cette communauté fut rapidement réduite à moins de 200 membres par la maladie et par des retours au pays, mais elle se maintint néanmoins, en particulier à Groede où s'était installée la plus grande partie des "Salzbourgeois" et où un temple luthérien fut construit en 1742. A part ce bâtiment, les noms de famille d’origine autrichienne tels que Auer, Eggel, Ehrlich, Ekkebus, Fagginger, Keijmel, Lerchner, Neugebauer, Scheybeler ou Wemelsfelder, rappellent aujourd’hui cette immigration. En 1989, la communauté luthérienne de Groede a fusionné avec celles de Vlissingen et de Middelbourg pour former la communauté évangélique luthérienne de Middelbourg. Celle-ci fut fermée en 2013 après la fusion des églises.
Dans la seconde moitié du XVIIIe siècle, le nombre de luthériens aux Pays-Bas ré-augmenta, à l'occasion du cantonnement de soldats venus d'Allemagne, puis le nombre de luthériens diminua de nouveau, beaucoup d'entre eux se joignant à l'Église réformée.
En 1818, les réformes religieuses du roi Guillaume Ier conduisent les luthériens néerlandais à se fédérer en une église luthérienne nationale qui prend le nom d'Église évangélique luthérienne du royaume des Pays-Bas (ELK).
En 1791, un groupe orthodoxe s'était séparé de la congrégation luthérienne d'Amsterdam, ils formèrent l'Église évangélique luthérienne restaurée, qui fusionna avec l'ELK en 1952.

## Situation auXXIesiècle
Le 12 décembre 2003, le synode luthérien était réuni dans l'église luthérienne d'Utrecht (Lutherse Kerk (Utrecht) (nl)) pour voter le rattachement de l'Église évangélique luthérienne du royaume des Pays-Bas à la nouvelle union d'églises, l'Église protestante aux Pays-Bas, tandis que les synodes des deux églises réformées impliquées faisaient de même de leur côté. Ce vote intervenait au terme d'un processus de rapprochement baptisé Samen op weg ("En chemin ensemble") qui avait duré 40 ans. Le même jour, cette union historique de 3 anciennes églises protestantes a été célébré à la cathédrale (protestante) Saint-Martin d'Utrecht, en présence de la reine Beatrix (membre de l'Église réformée néerlandaise), du ministre de la justice Piet Hein Donner (membre de l'Église reréformée) et du cardinal catholique romain Adrianus Simonis. Enfin, les trois présidents des synodes ont signé une "Déclaration d'Association" (Verklaring van Vereniging).
Le 1er mai 2004, la fusion des trois églises est officiellement entrée en vigueur. A cette date, les effectifs de l'Église luthérienne néerlandaise étaient de 14 000 membres actifs (contre 48 000 en 1970).

## Influence
La petite communauté luthérienne néerlandaise a eu une influence sur les débuts du luthéranisme américain. Les premiers luthériens à arriver sur le nouveau continent sont des Néerlandais arrivés à Nieuw Amsterdam et le premier ordre du culte luthérien en Amérique, d'ailleurs influencé par la rigueur des cultes calvinistes, est rédigé en néerlandais.